# Bathylagichthys australis
Bathylagichthys australis är en fiskart som beskrevs av Kobyliansky, 1990. Bathylagichthys australis ingår i släktet Bathylagichthys och familjen Bathylagidae. Inga underarter finns listade.